# خشک‌دره (چالوس)
خشکدره، روستایی است از توابع بخش مرزن‌آباد شهرستان چالوس در استان مازندران ایران.

## جمعیت
این روستا در دهستان بیرون‌بشم قرار دارد و براساس سرشماری مرکز آمار ایران در سال ۱۳۸۵، جمعیت آن ۱۳ نفر (۶خانوار) بوده‌است. مردم خشکدره از قومیت طبری هستند. مردم خشکدره به زبان طبری با گویش چالوسی سخن می‌گویند.